# Cochrane Collaboration
The Cochrane Collaboration (da. Cochrane-samarbejdet) er et uafhængigt, internationalt netværk af forskere og institutioner, som kritisk gennemgår information fra hele verden om effekten af forskellige behandlinger. Netværket udgøres af over 28.000 frivillige i mere end 100 lande.
Resultaterne – de såkaldte "Cochrane reviews" – offentliggøres i Cochrane-biblioteket, som løbende offentliggør de seneste resultater. Arbejdssproget er engelsk.
I Danmark er læge Peter C. Gøtzsche tidligere leder af det nordiske Cochrane-center, beliggende på Rigshospitalet.